# Campaspero
Campaspero est une commune de la province de Valladolid dans la communauté autonome de Castille-et-León en Espagne.

## Sites et patrimoine

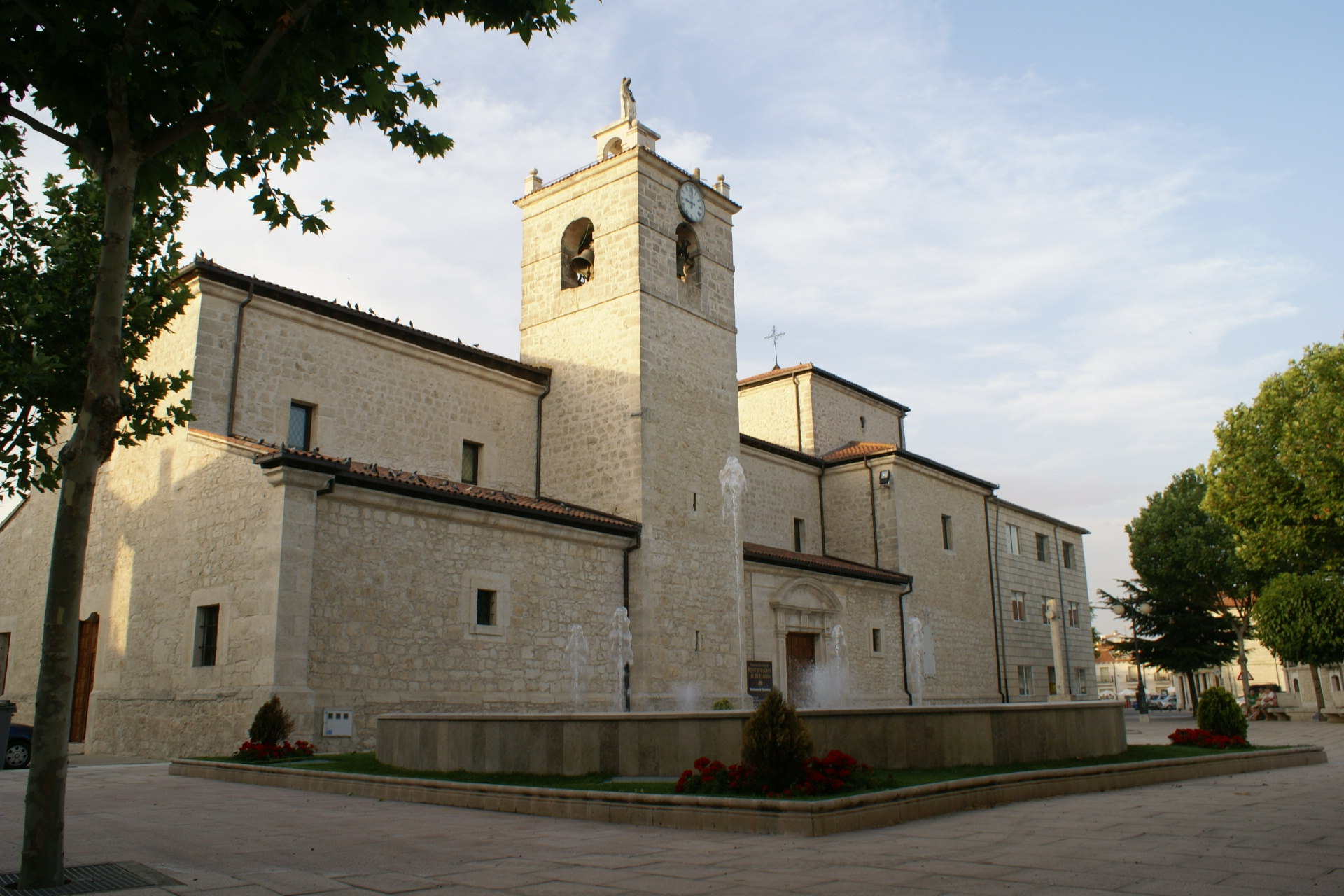
Église Santo Domingo de Gúzman.
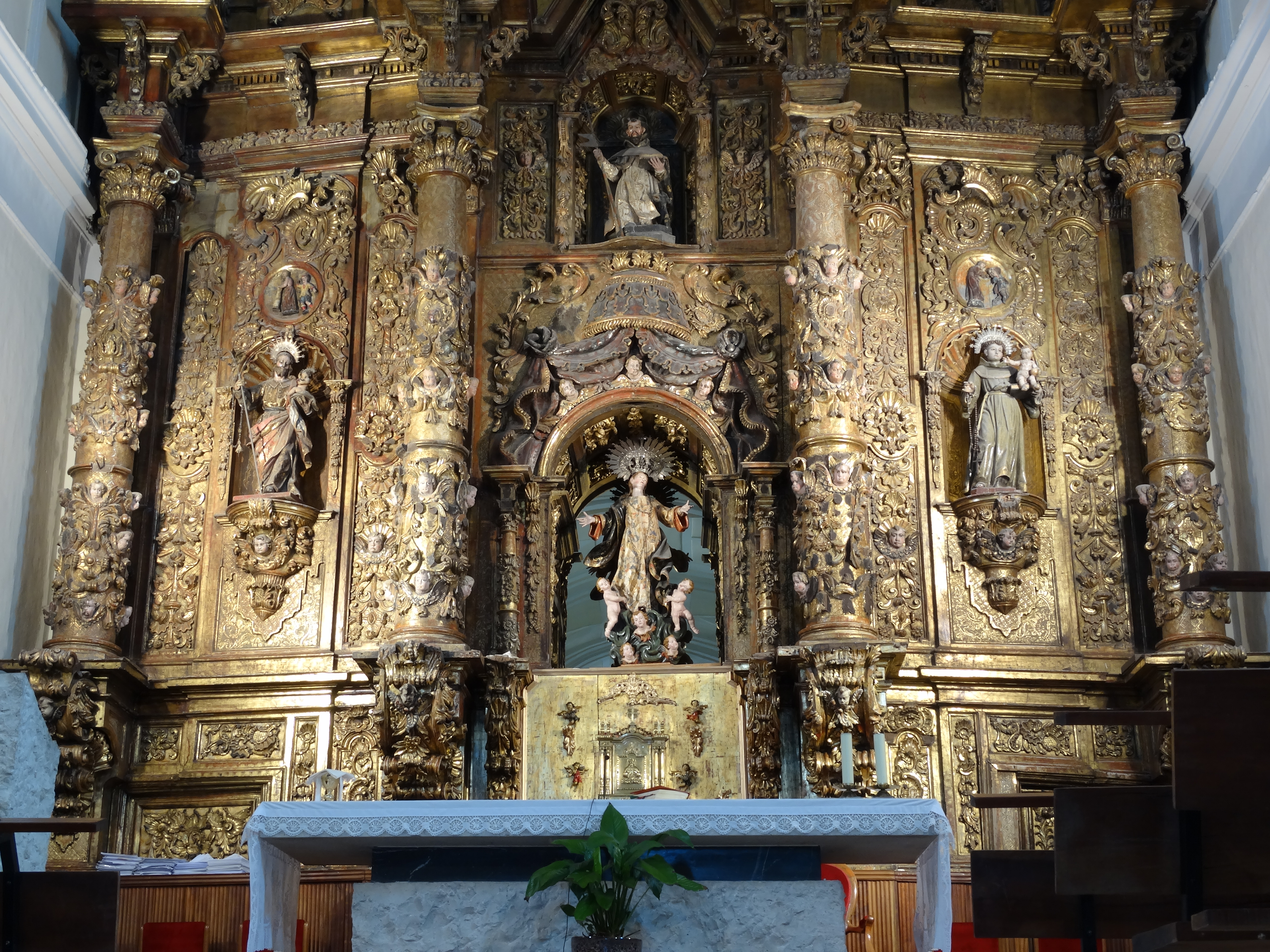
Retable de l'église Santo Domingo de Gúzman.
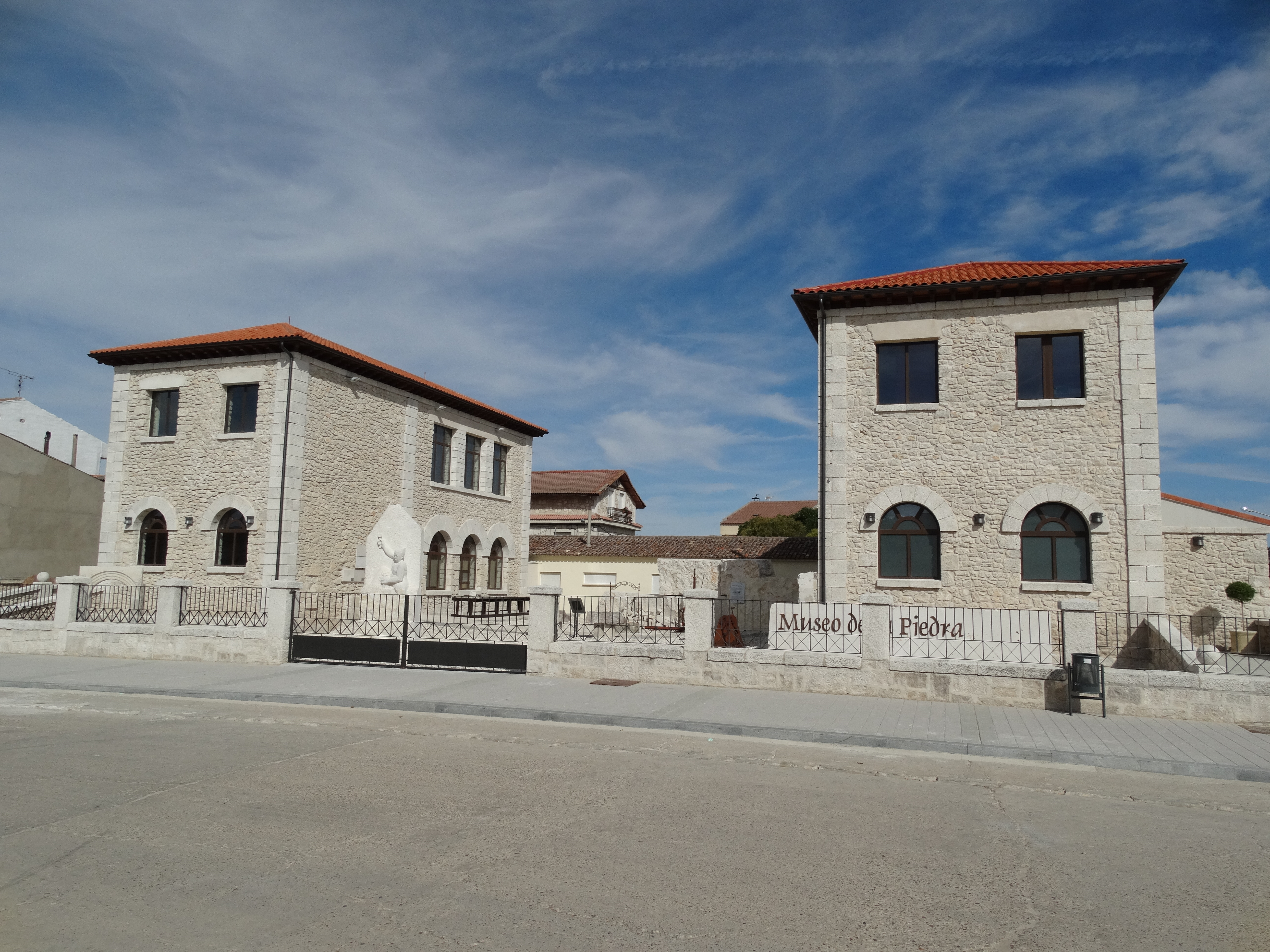
Musée de la pierre (es).
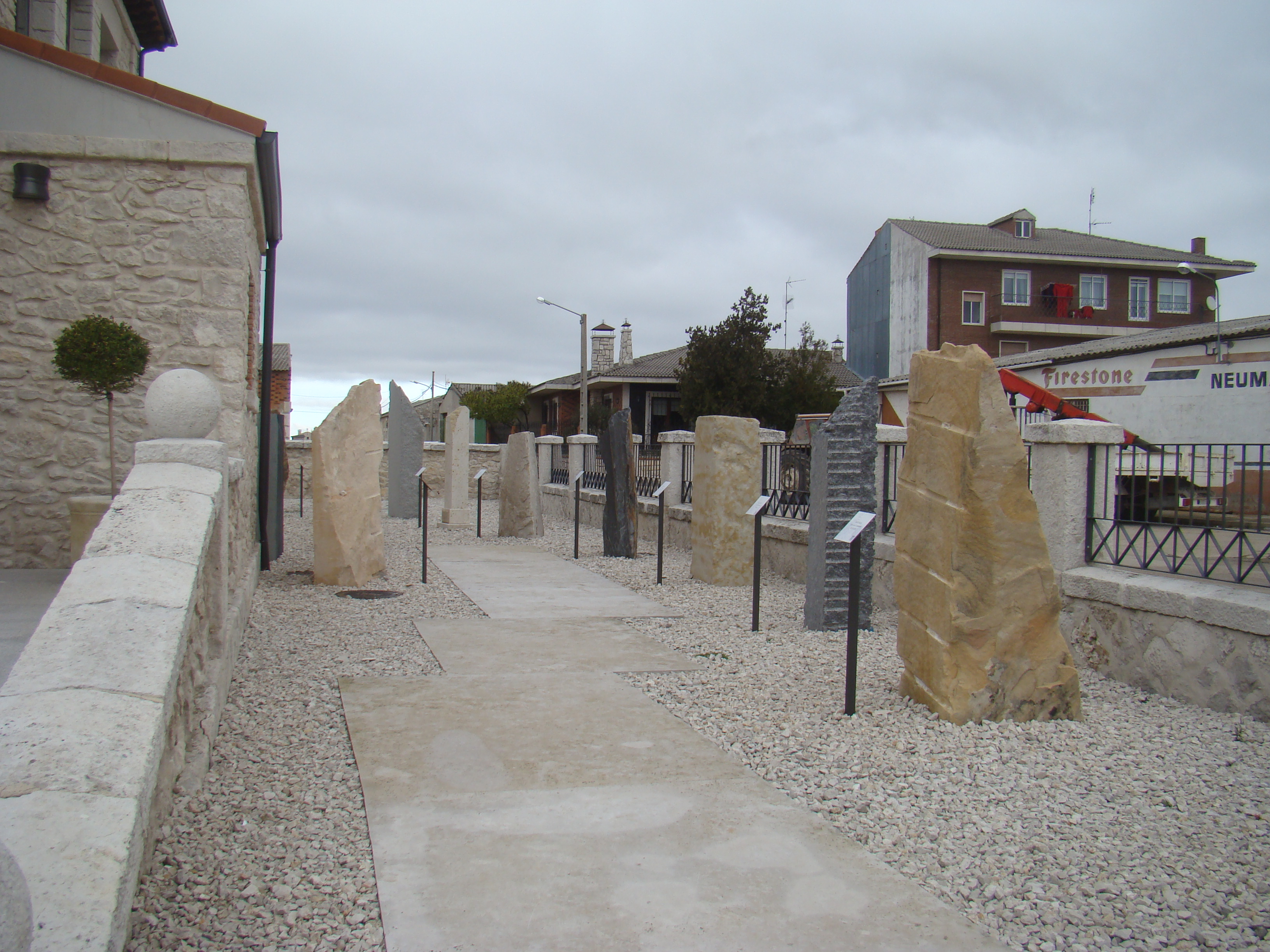
Musée de la pierre.

- Église Santo Domingo de Gúzman.
- Retable de l'église Santo Domingo de Gúzman.
- Musée de la pierre.
- Musée de la pierre.

Danse de Santo Domingo de Guzmán lors des fêtes du même nom
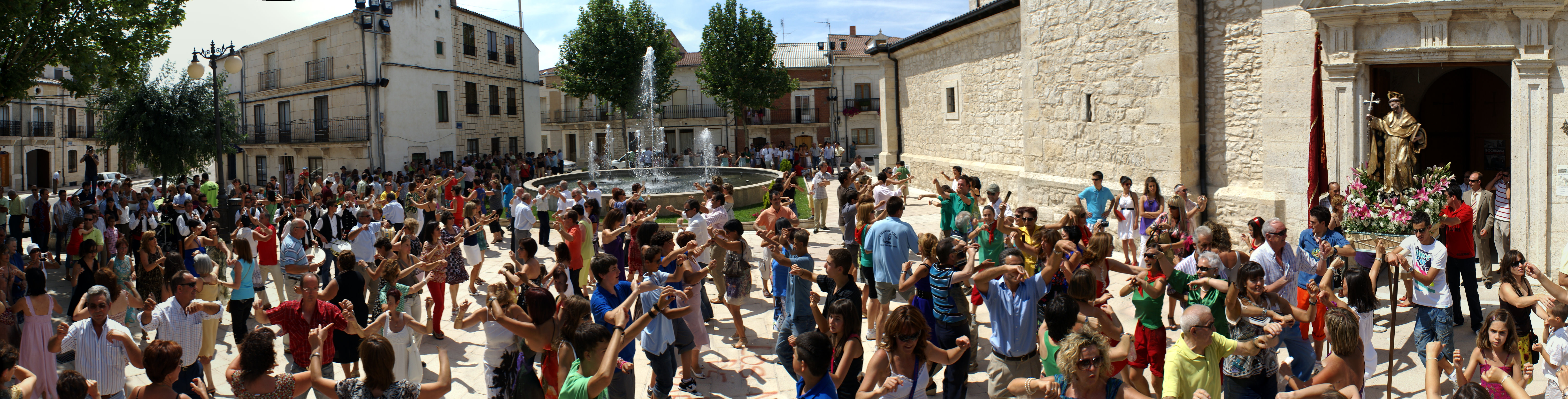